# كوز مثلجات
كوز المثلجات أو كوز البوظة أو القِرطاس ويقال لها بالعامية (قِمع، قَبُّوع، كُرْنِيه) معجنات هشة على شكل مخروطي مصنوعة من رقاقة تشبه نسيج الوَفل لحمل المثلجات وتناوله بدون وعاء أو ملعقة. تصنع العديد من أنماط الأكواز كالعقدية والأقماع المطلية بالشكلاطة.

أكواز المثلجات
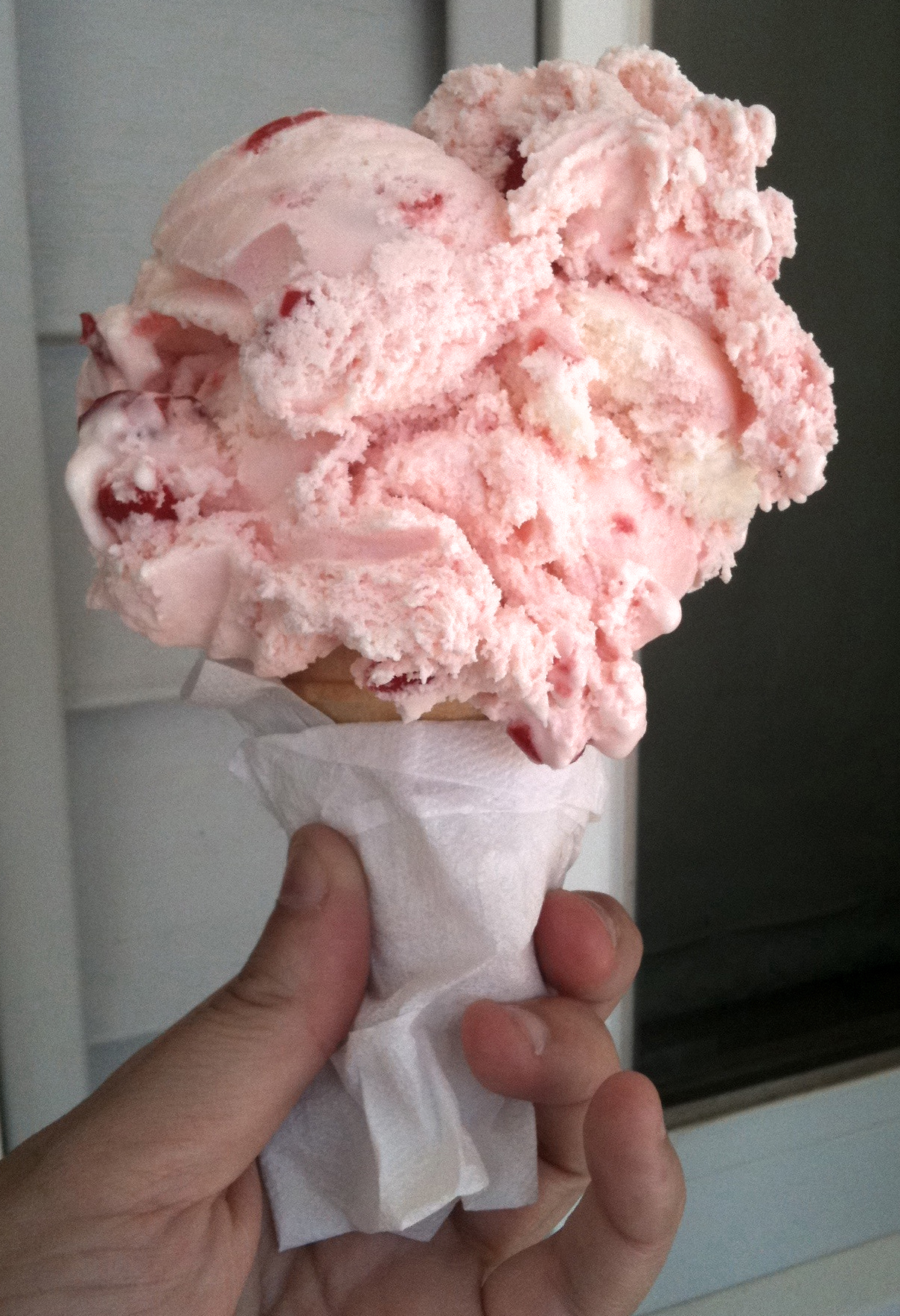
مثلج كرزي
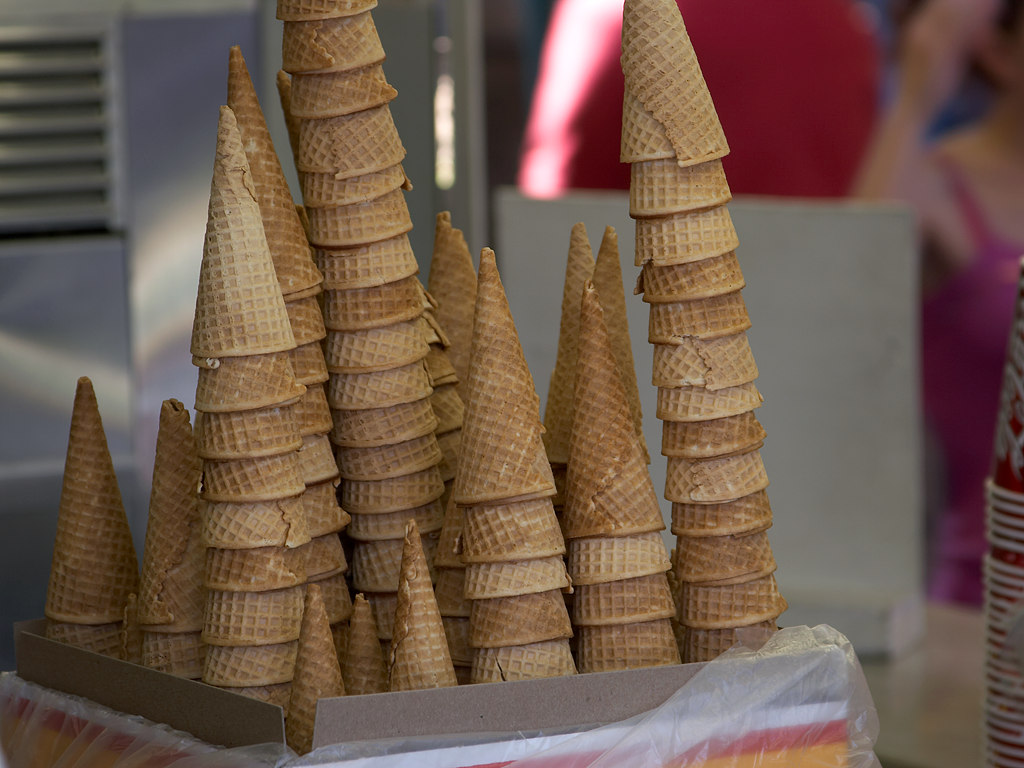
أكواز
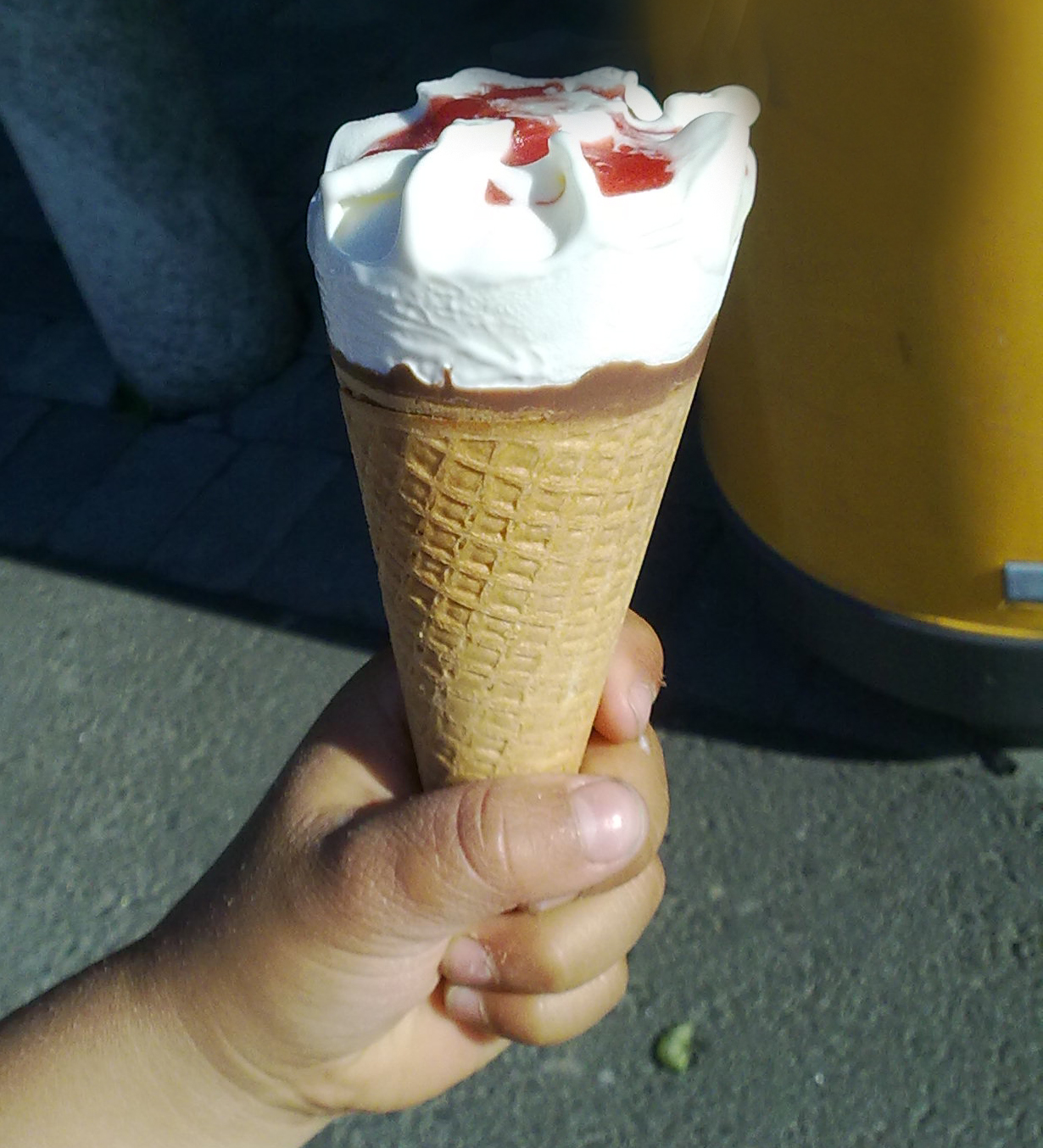
كوز مملوء مسبقًا غير ملفوف
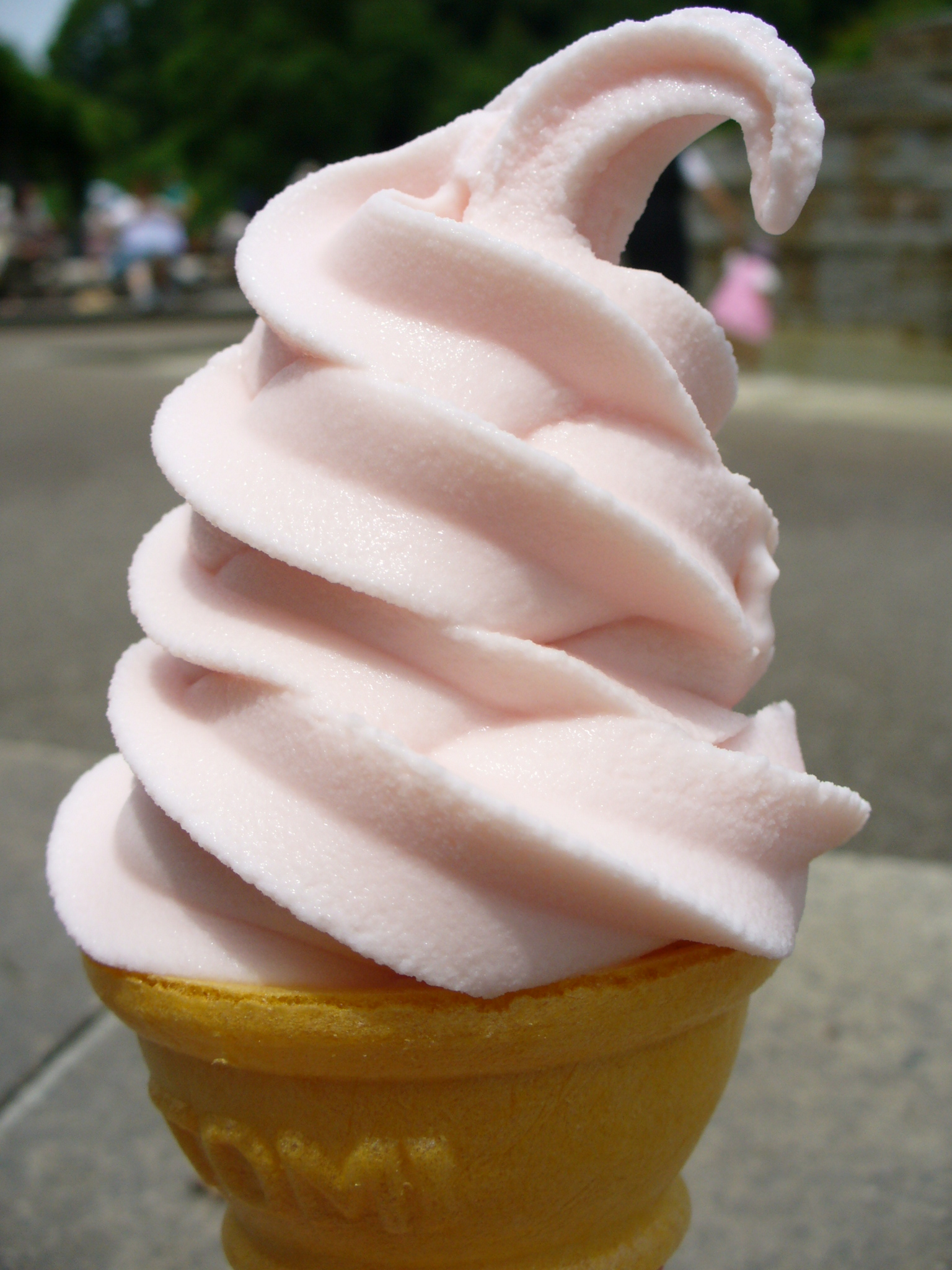
مثلج ناعم في كوز
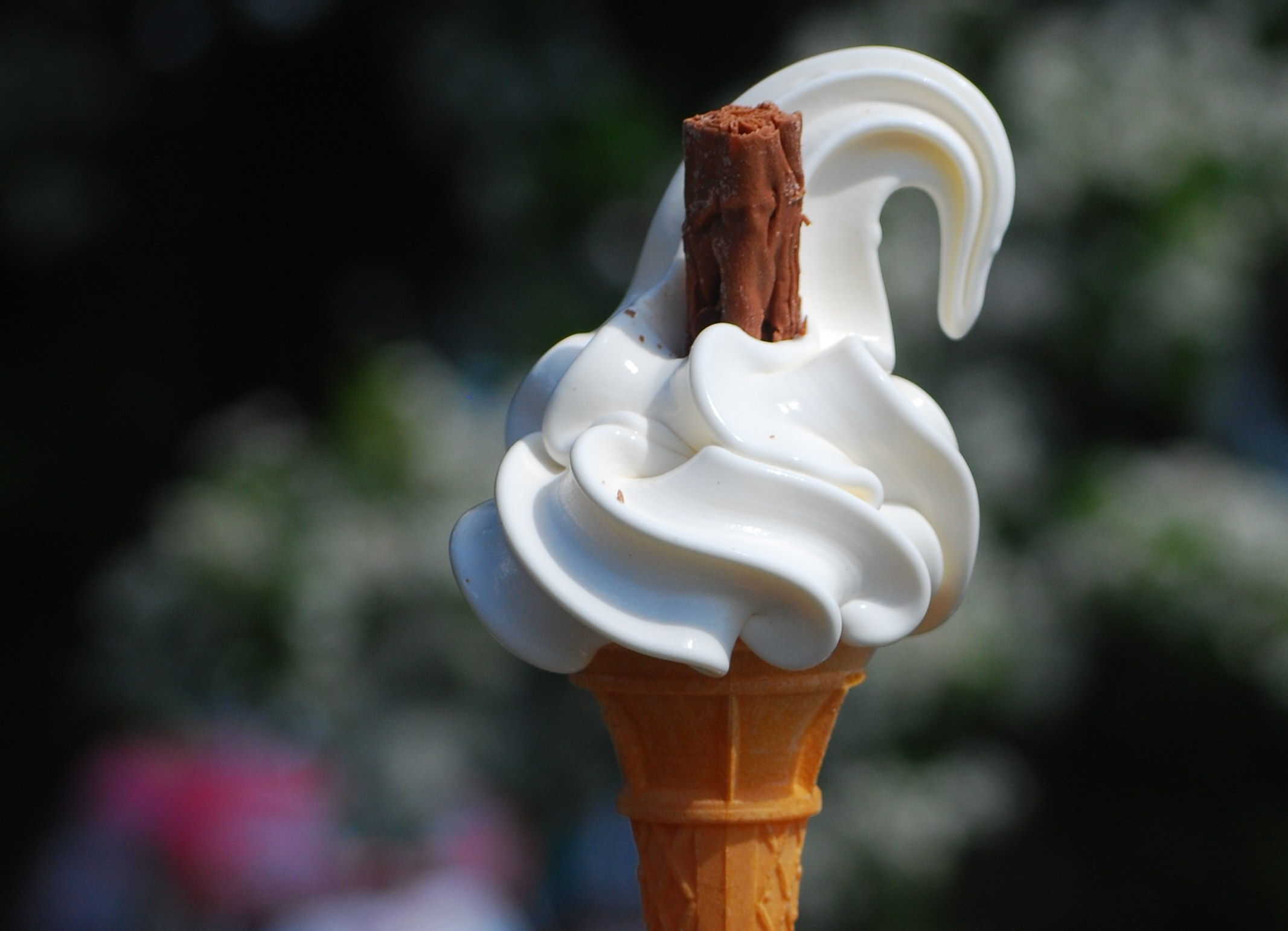
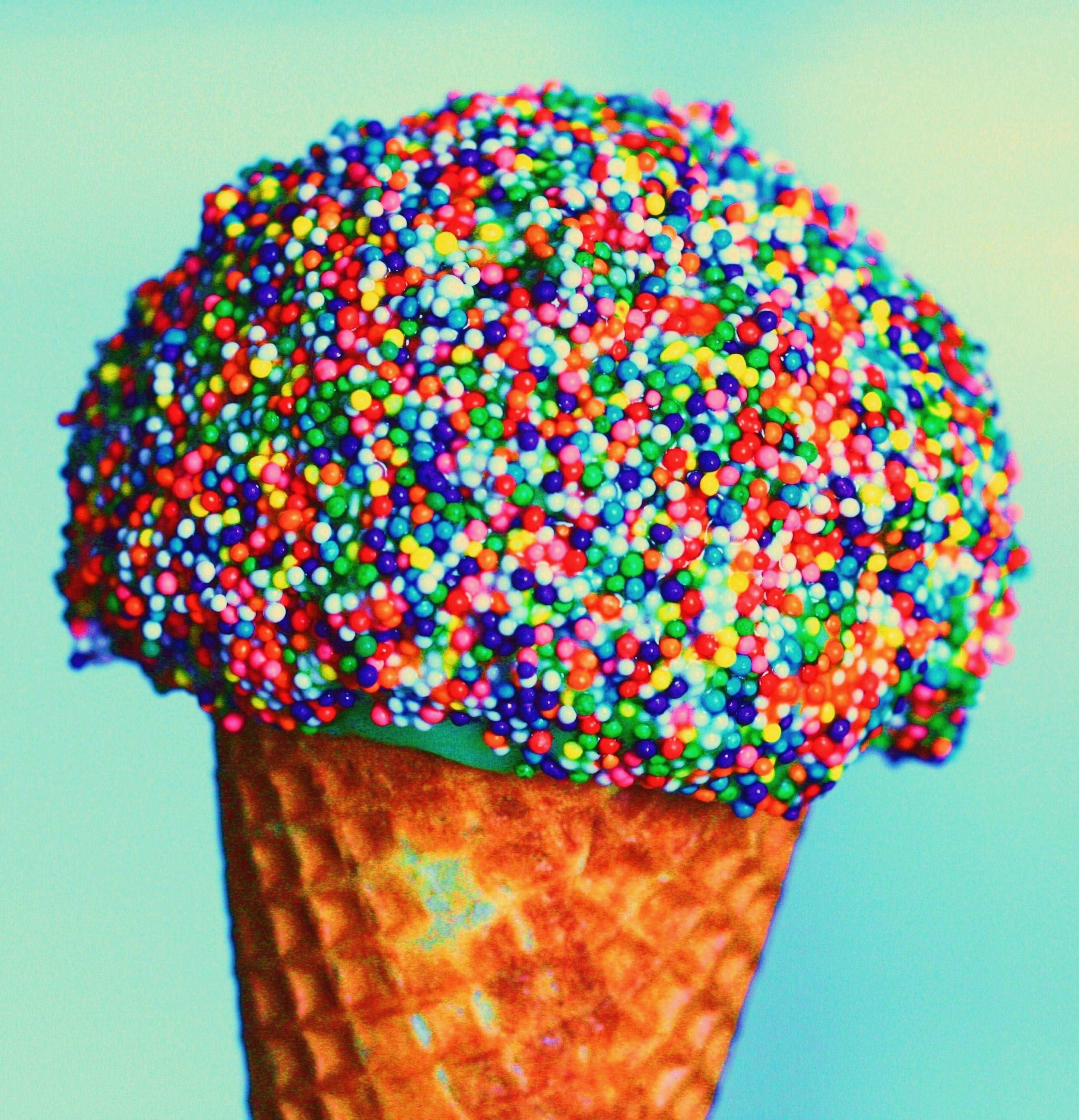
غمس مخروط السكر في رشات قوس قزح
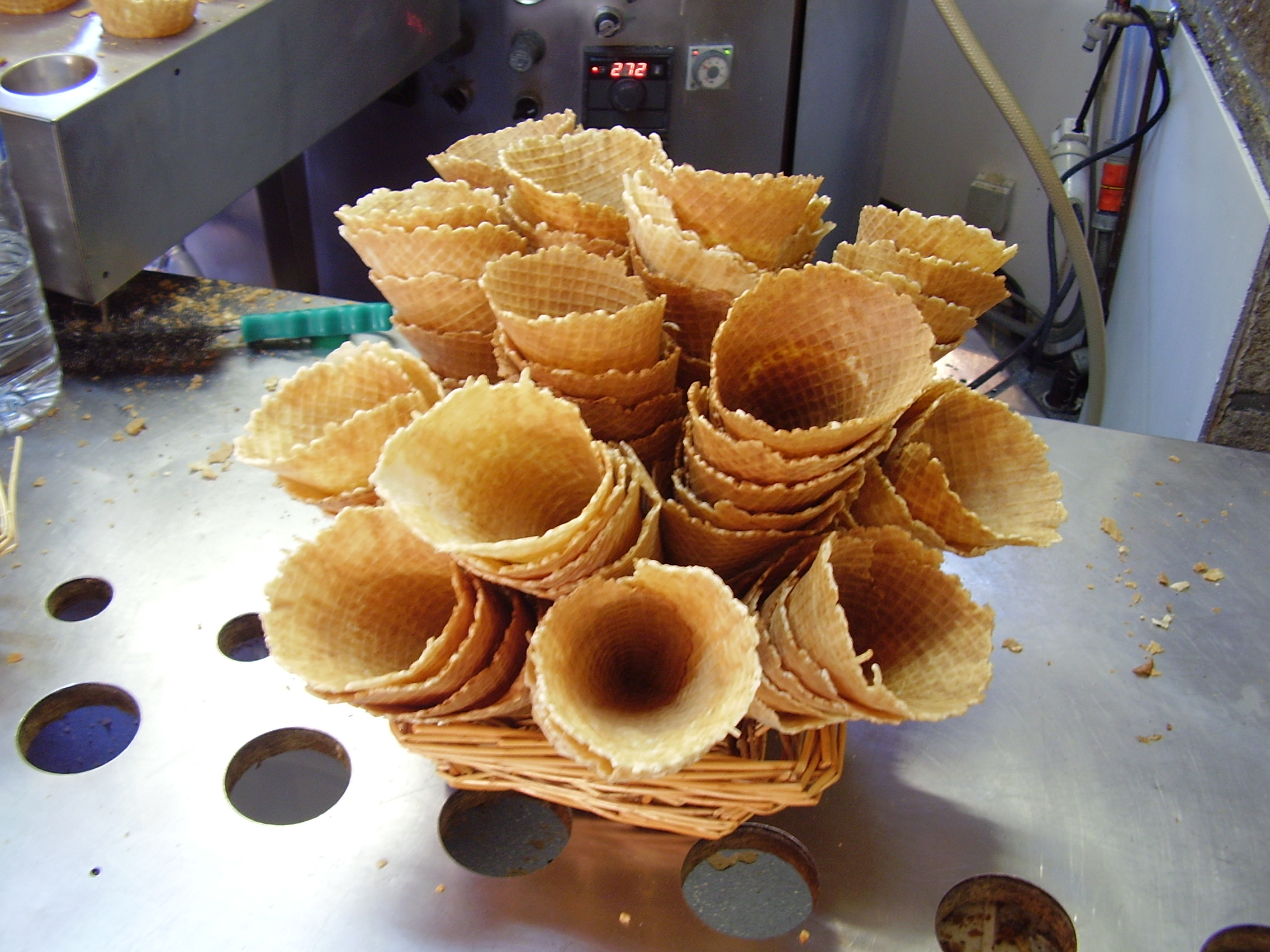
أكاز الوَفل
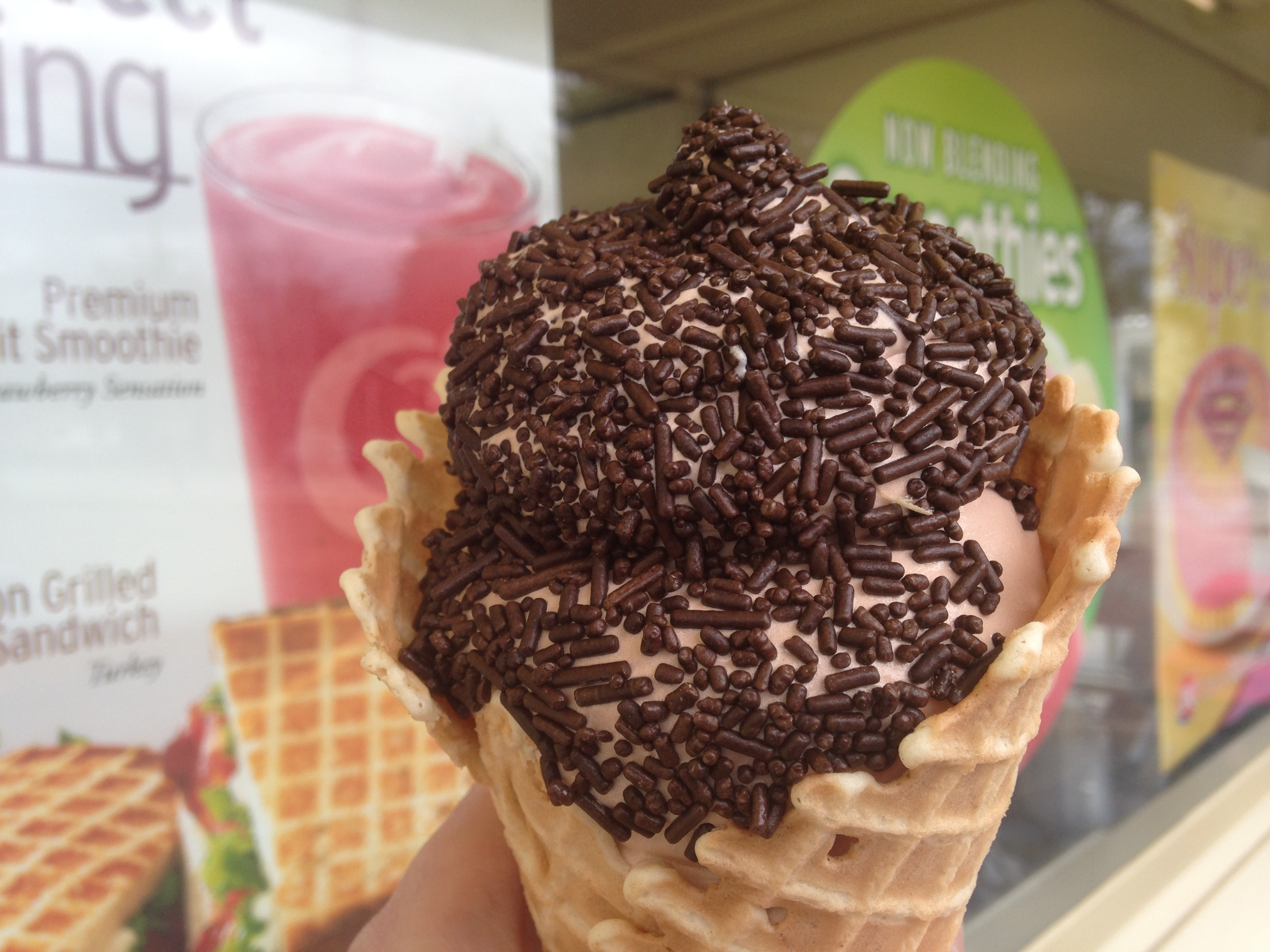